# Paul Weitz

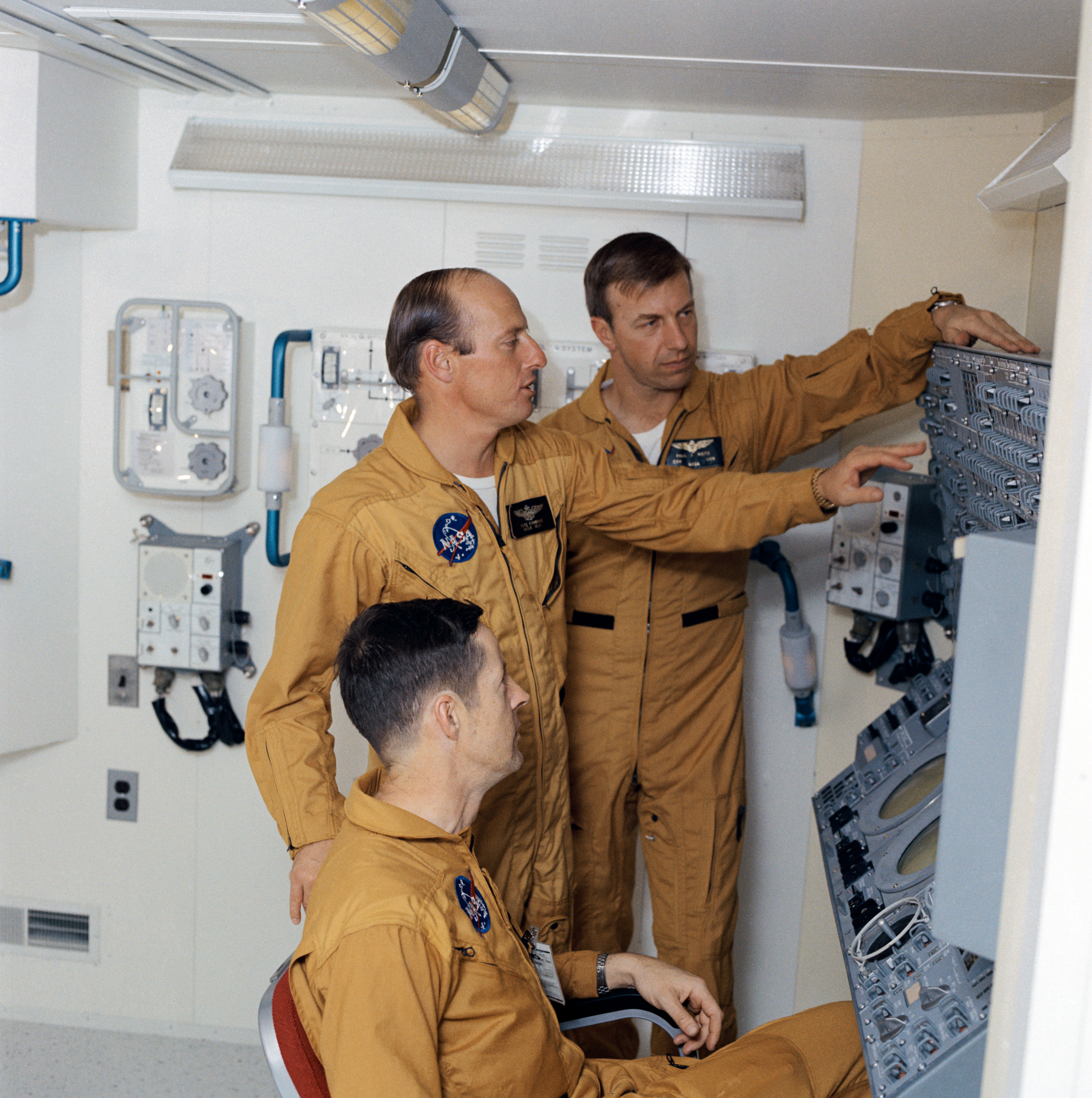
Załoga misji Skylab 2 podczas przygotowań do lotu, 19 stycznia 1972. Od lewej: Joseph Kerwin, Charles Conrad i Paul Weitz

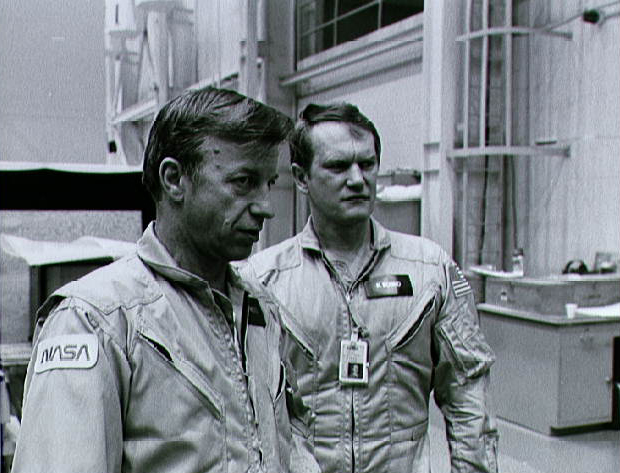
Paul Weitz i Karol Bobko podczas przygotowań do lotu STS-6

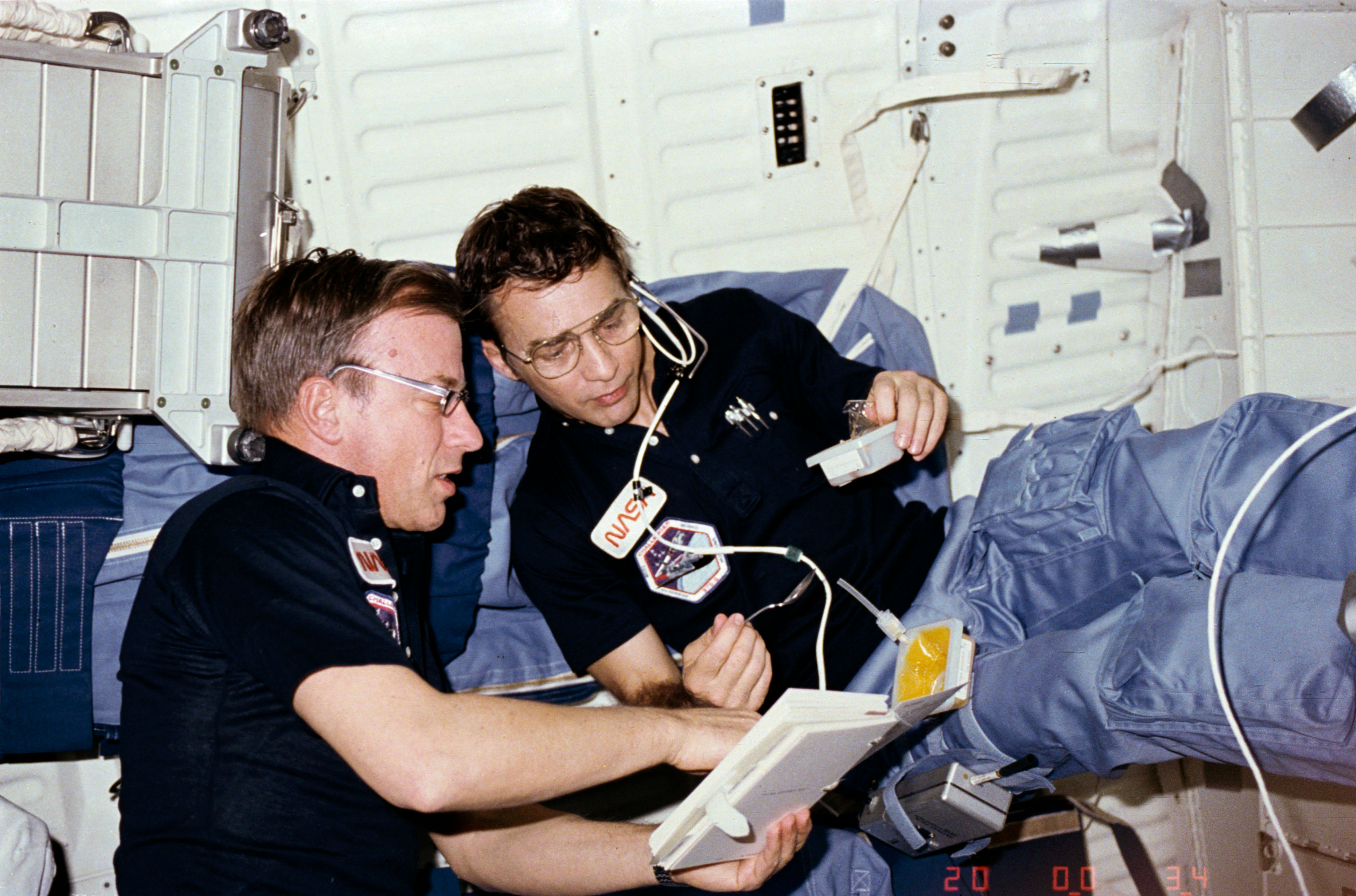
Donald Peterson i Paul Weitz na pokładzie Challengera podczas misji STS-6

Paul Joseph Weitz (ur. 25 lipca 1932 w Erie w stanie Pensylwania, zm. 22 października 2017 w Flagstaff) – amerykański astronauta, komandor rezerwy Marynarki Wojennej Stanów Zjednoczonych.

## Wykształcenie i służba wojskowa
Szkołę średnią (Harborcreek High School) ukończył w Harborcreek w Pensylwanii.
- 1954 – został absolwentem Uniwersytetu Stanowego Pensylwanii, uzyskując licencjat w dziedzinie inżynierii lotniczej. Podczas studiów przeszedł szkolenie przygotowawcze dla oficerów rezerwy (NROTC). W tym samym roku wstąpił do Marynarki Wojennej Stanów Zjednoczonych.
- 1954–1955 – po roku służby na pokładzie niszczyciela został skierowany na kurs dla pilotów, który zakończył we wrześniu 1956. Do momentu włączenia do korpusu astronautów NASA służył w jednostkach marynarki wojennej w różnych częściach USA. Brał również udział w wojnie w Wietnamie.
- 1964 – po ukończeniu Podyplomowej Szkoły Marynarki Wojennej (Naval Postgraduate School) w Monterey w Kalifornii został magistrem inżynierii lotniczej.

Jako pilot wylatał 7700 godzin, z czego 6400 na pokładzie samolotów z napędem odrzutowym.

## Kariera astronauty i praca w NASA
- 4 kwietnia 1966 dostał się do piątej grupy astronautów NASA (NASA 5(inne języki)). Był jednym z 19 kandydatów przyjętych do korpusu astronautów.
- Listopad 1969 – był członkiem naziemnej załogi wspierającej podczas lotu statku Apollo 12.
Znajdował się również w pierwotnym składzie załogi misji Apollo 20 jako pilot modułu dowódczego. Lot został jednak odwołany ze względów finansowych w 1970.
- 25 maja – 22 czerwca 1973 – uczestniczył w locie Skylab 2 (SL-2).
- 4–9 kwietnia 1983 – uczestniczył w locie STS-6 na pokładzie wahadłowca Challenger.
- Marzec 1988 – opuścił korpus astronautów NASA i objął stanowisko zastępcy dyrektora Johnson Space Center.
- Maj 1994 – odszedł z NASA.

## Loty załogowe

### Skylab 2
25 maja 1973 wystartował na pokładzie statku Apollo do misji oznaczonej jako Skylab 2. Była to pierwsza załogowa misja, która udała się na pokład amerykańskiej stacji kosmicznej Skylab, wystrzelonej na orbitę okołoziemską przy użyciu zmodyfikowanej rakiety nośnej Saturn V (bez trzeciego stopnia) 14 maja 1973. Dowódcą wyprawy był Charles Conrad, a naukowcem misji Joseph Kerwin. Paul Weitz pełnił podczas tej wyprawy funkcję pilota. Początkowo astronauci mieli wystartować 15 maja 1973, ale okazało się, że podczas startu zniszczona została jedna z baterii słonecznych i misja musiała zostać przełożona o 10 dni, aby personel naziemny mógł znaleźć sposób naprawienia usterki.
Koniecznym stało się zainstalowanie swego rodzaju zastępczej osłony termicznej, chroniącej wnętrze Skylaba przed nadmiernym nagrzaniem się. Na pokładzie statku Apollo astronauci wykonali specjalny „parasol”. Po jego zainstalowaniu na zewnętrznej powierzchni laboratorium temperatura wewnątrz stacji spadła do takiego poziomu, że astronauci mogli wreszcie wejść na pokład Skylaba. 25 maja 1973 Weitz wyszedł na zewnątrz Apolla i przebywał tam przez 37 minut. Po raz drugi na 1 godzinę i 36 minut opuścił stację Skylab 19 czerwca 1973. Podczas innych spacerów kosmicznych Kerwin i Conrad pracowali nad przywróceniem zasilania stacji w energię elektryczną niezbędną dla jej dalszego funkcjonowania. Podczas całej 28-dniowej wyprawy astronauci przeprowadzili liczne badania i eksperymenty medyczne. Wykonali ponad 29 000 zdjęć fotograficznych. 22 czerwca 1973 kapsuła z astronautami wodowała na Oceanie Spokojnym. Załogę i statek kosmiczny podjął na pokład okręt ratowniczy lotniskowiec USS „Ticonderoga”.

### STS-6
4 kwietnia 1983 wystartował w kosmos jako dowódca misji STS-6. Był to pierwszy lot orbitalny wahadłowca Challenger. Pozostałymi członkami załogi byli: pilot – Karol Bobko, specjalista misji 1 (MS-1) – Donald Peterson i specjalista misji 2 (MS-2) – Story Musgrave. Podczas 5-dniowej wyprawy astronauci wykonywali eksperymenty technologiczne, umieścili na orbicie, przy użyciu stopnia napędowego IUS, satelitę TDRS-A, przeprowadzili spacer kosmiczny i prowadzili obserwacje meteorologiczne. Prom wylądował pomyślnie 9 kwietnia 1983 w bazie lotniczej Edwards w Kalifornii.

## Odznaczenia i nagrody
- Astronaut Wings
- Medal Marynarki Wojennej za Wybitną Służbę
- Medal Lotniczy (USA) – pięciokrotnie
- Medal Pochwalny
- NASA Distinguished Service Medal (1973)
- Medal Za Lot Kosmiczny (1983)
- Nagroda AIAA Haley Astronautics (1974)
- Dyplom im. Władimira M. Komarowa Międzynarodowej Federacji Lotniczej (1974)
- Dr. Robert H. Goddard Memorial Trophy (1975)
- Universal Astronaut Insignia za lot orbitalny (nr 61, pośmiertnie) – Stowarzyszenie Uczestników Lotów Kosmicznych (Association of Space Explorers(inne języki))[2]

## Wykaz lotów
| Loty kosmiczne, w których uczestniczył Paul J. Weitz                    | Loty kosmiczne, w których uczestniczył Paul J. Weitz | Loty kosmiczne, w których uczestniczył Paul J. Weitz | Loty kosmiczne, w których uczestniczył Paul J. Weitz | Loty kosmiczne, w których uczestniczył Paul J. Weitz | Loty kosmiczne, w których uczestniczył Paul J. Weitz |
| Nr                                                                      | Data startu                                          | Data lądowania                                       | Statek kosmiczny                                     | Funkcja                                              | Czas trwania                                         |
| ----------------------------------------------------------------------- | ---------------------------------------------------- | ---------------------------------------------------- | ---------------------------------------------------- | ---------------------------------------------------- | ---------------------------------------------------- |
| 1                                                                       | 25 maja 1973                                         | 22 czerwca 1973                                      | Skylab 2                                             | Pilot stacji orbitalnej                              | 28 dni 49 minut i 49 sekund                          |
| 2                                                                       | 4 kwietnia 1983                                      | 9 kwietnia 1983                                      | STS-6 Challenger                                     | Dowódca misji                                        | 5 dni 23 minuty i 42 sekundy                         |
| Łączny czas spędzony w kosmosie – 33 dni 1 godzina 13 minut i 31 sekund |                                                      |                                                      |                                                      |                                                      |                                                      |